# Христо Бабянски
Христо (Ичко, Лидо, Леонид) Думчев Бабянски (или Бабе, или Бамбов) е български хайдутин и революционер, войвода на Вътрешната македоно-одринска революционна организация.

## Биография
Роден е в ениджевардарското село Бабяни, тогава в Османската империя. Действа в харамийска чета в Паяк планина заедно с брат си Димитър Бабянски. Присъединява се към ВМОРО и става четник при Павел Граматиков и Апостол Петков. 
Участва в Илинденско-Преображенското въстание като войвода в Солунския революционен окръг.
В 1904 година убива Константин Доямов, братовчед на ренегатите от ВМОРО Лазар, Траян, Гоно и Димитър Доямови. В същата 1904 година Христо Бабянски е ранен при голямо сражение като подвойвода на четата на Апостол Петков.
След това е подвойвода за планинския район. Загива в сражение с турски аскер в местността Крушка в Паяк планина край Крива на 8 февруари 1905 година, а отрязаната му глава е разнасяна в околните села за назидание. Според друг източник загива заедно с един свой четник на 26 януари 1905 година. След смъртта му четата е поета от брат му.